# Superliga Série C (femminile)
La Superliga Série C è la terza divisione del campionato brasiliano femminile di pallavolo: al torneo partecipa un numero variabile di club brasiliane; determina i club promossi in Superliga Série B.

## Albo d'oro
| Anno          | Podio    | Podio           | Podio        |
| Campione      | Seconda  | Terza           |              |
| ------------- | -------- | --------------- | ------------ |
| 2018 Dettagli | Flamengo | Amavolei        | Francana     |
| 2019 Dettagli | AGEE     | Chapecoense     | Sport Recife |
| 2020 Dettagli | Minas    | Amavolei        | Taubaté      |
| 2021 Dettagli | Argos    | Sesi            | ABEL         |
| 2022 Dettagli | Adeps    | Ser Educacional | Taubaté      |

## Palmarès
| Squadra  | Titolo | Edizione |
| -------- | ------ | -------- |
| Flamengo | 1      | 2018     |
| AGEE     | 1      | 2019     |
| Minas    | 1      | 2020     |
| Argos    | 1      | 2021     |
| Adeps    | 1      | 2022     |